# برازیه
برازیه (انگلیسی: Brasier) شرکت خودروسازی فرانسوی است، که در سال ۱۹۰۵ تأسیس شد.